# Василков
Василков (пољ. Wasilków) град је у Пољској у Војводству подласком. По подацима из 2012. године број становника у месту је био 10 326.
.

## Становништво
| 2012.  |
| ------ |
| 10 326 |